# 寿城アルファシティ駅
寿城アルファシティ駅（スソンアルファシティえき）は、大韓民国大邱広域市寿城区にある大邱交通公社2号線の駅。駅番号は(238)。
2024年10月以前のかつては大公園駅（テゴンウォンえき）を名乗っていた。

## 駅構造
- 相対式ホーム2面2線の地下駅。

## 駅周辺
- 大邱スタジアム‐サッカーKリーグ大邱FCの本拠地。2002年サッカー日韓W杯の会場だった。（2002年当時の呼称は大邱ワールドカップ競技場）約1.7kmも離れているため、大邱FCの試合が開催される日は、この駅からスタジアムまでの無料シャトルバスが運行される。
- 大邱サムスン・ライオンズ・パーク - 駅のすぐ南東側、5番出入口前の野球場。2016年よりサムスン・ライオンズの本拠地として利用されている。

## 歴史
- 2005年10月18日 - 大公園駅として開業。
- 2024年10月10日  - 寿城アルファシティ駅に駅名改称[1]。

## 隣の駅
大邱交通公社
●2号線
蓮湖駅 (237) - 寿城アルファシティ駅 (238) - 孤山駅(239)